# Chapelle de l’Épiphanie

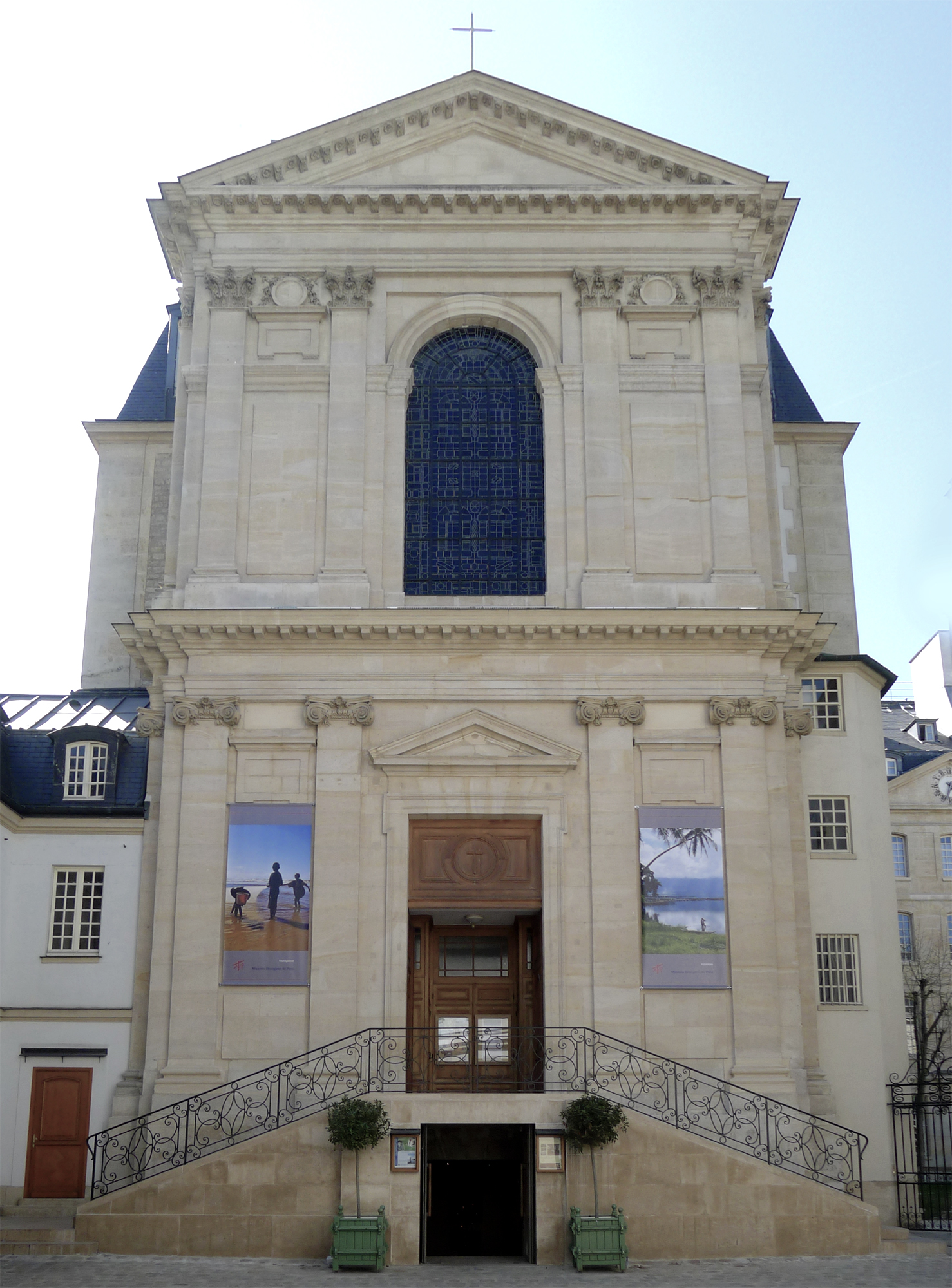
Chapelle de l’Épiphanie

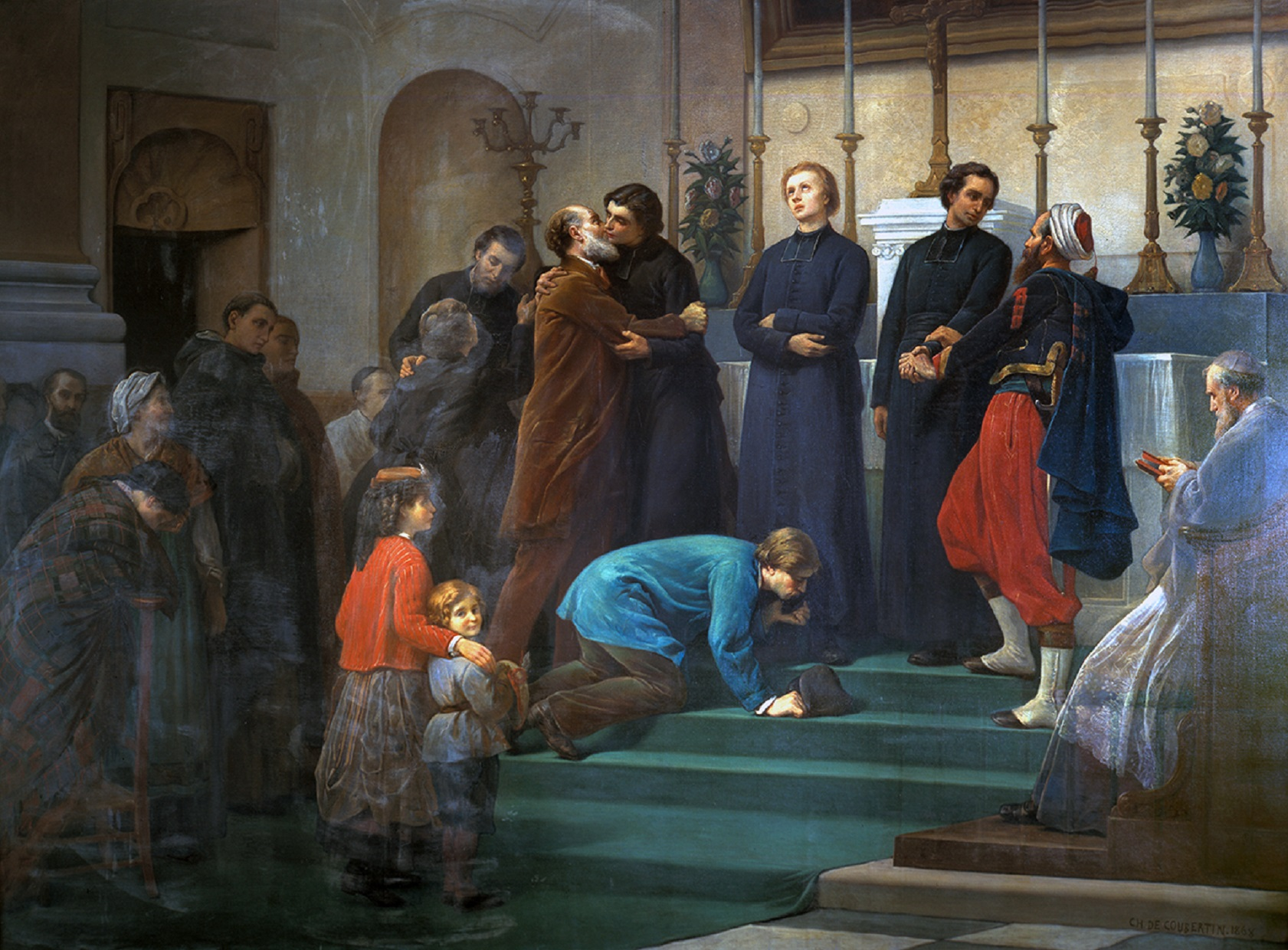
Abschiedszeremonie bei den Missions Etrangères de Paris (MEP). Le départ des missionnaires, 1868, von Charles Louis de Frédy, Baron de Coubertin (1822–1908)

Die Chapelle de l’Épiphanie (Epiphaniekapelle) ist eine Kapelle in Paris, die der Erscheinung des Herrn gewidmet ist. Die Kapelle befindet sich in der Rue du Bac im Quartier Saint-Thomas-d’Aquin im 7. Arrondissement. Die Kapelle wurde von dem Architekten Pierre Lambert (1646–1709) für die Missions Etrangères im Barockstil entworfen und 1697 fertiggestellt. Sie ist eine gewestete Saalkirche mit angedeuteten Querhausarmen im Osten.
Die Kapelle dient bis heute der Société des missions étrangères de Paris. Für die traditionelle Aussendungsfeier der Ostasienmissionare, bei der diesen mit Bezug auf Jesaja 52,7  die Füße geküsst wurden, schrieb Charles Gounod, damals Organist der Kapelle, 1852 das Lied Partez, hérauts de la bonne nouvelle, und Charles de Coubertin stellte sie 1868 auf einem Ölgemälde dar, das mehrere Porträts aus dem Umkreis der Société enthält, darunter ein Selbstporträt und ein Porträt Gounods. Das Bild befindet sich bis heute in der Kapelle (hinter dem Eingang links).